# Piskorzyna
Piskorzyna (niem. Piskorsine, w latach 1937 - 1945 Kirchlinden) – wieś w Polsce, położona w województwie dolnośląskim, w powiecie wołowskim, w gminie Wińsko.
W latach 1954-1959 wieś była siedzibą gromady Piskorzyna, po jej likwidacji była w gromadzie Wińsko. W latach 1975–1998 wieś administracyjnie należała do województwa wrocławskiego.
We wsi był przystanek kolejowy Piskorzyna.

## Nazwa
W księdze łacińskiej Liber fundationis episcopatus Vratislaviensis (pol. Księga uposażeń biskupstwa wrocławskiego) spisanej za czasów biskupa Henryka z Wierzbna w latach 1295–1305 miejscowość wymieniona jest w zlatynizowanej formie Bescorzino.

## Zabytki
Do wojewódzkiego rejestru zabytków wpisane są:
- kościół parafialny pw. Niepokalanego Serca Najświętszej Maryi Panny, z lat 1918-1920
- zespół pałacowy:
  - pałac, z połowy XVIII w., przebudowany w początkach XX w.
  - park, z połowy XIX w.